# Thignonville
 Thignonville ist eine französische Gemeinde mit 388 Einwohnern (Stand 1. Januar 2022) im Département Loiret in der Region Centre-Val de Loire. Sie gehört zum Arrondissement Pithiviers und zum Kanton Pithiviers.
Nachbargemeinden von Thignonville sind Sermaises im Norden, Intville-la-Guétard im Osten, Morville-en-Beauce im Süden, Autruy-sur-Juine im Westen und Pannecières im Nordwesten.

## Bevölkerungsentwicklung
| Jahr      | 1962 | 1968 | 1975 | 1982 | 1990 | 1999 | 2008 | 2018 |
| Einwohner | 175  | 173  | 134  | 238  | 283  | 321  | 321  | 409  |

## Sehenswürdigkeiten
- Kirche Saint-Pierre et Saint-Marcou, Monument historique

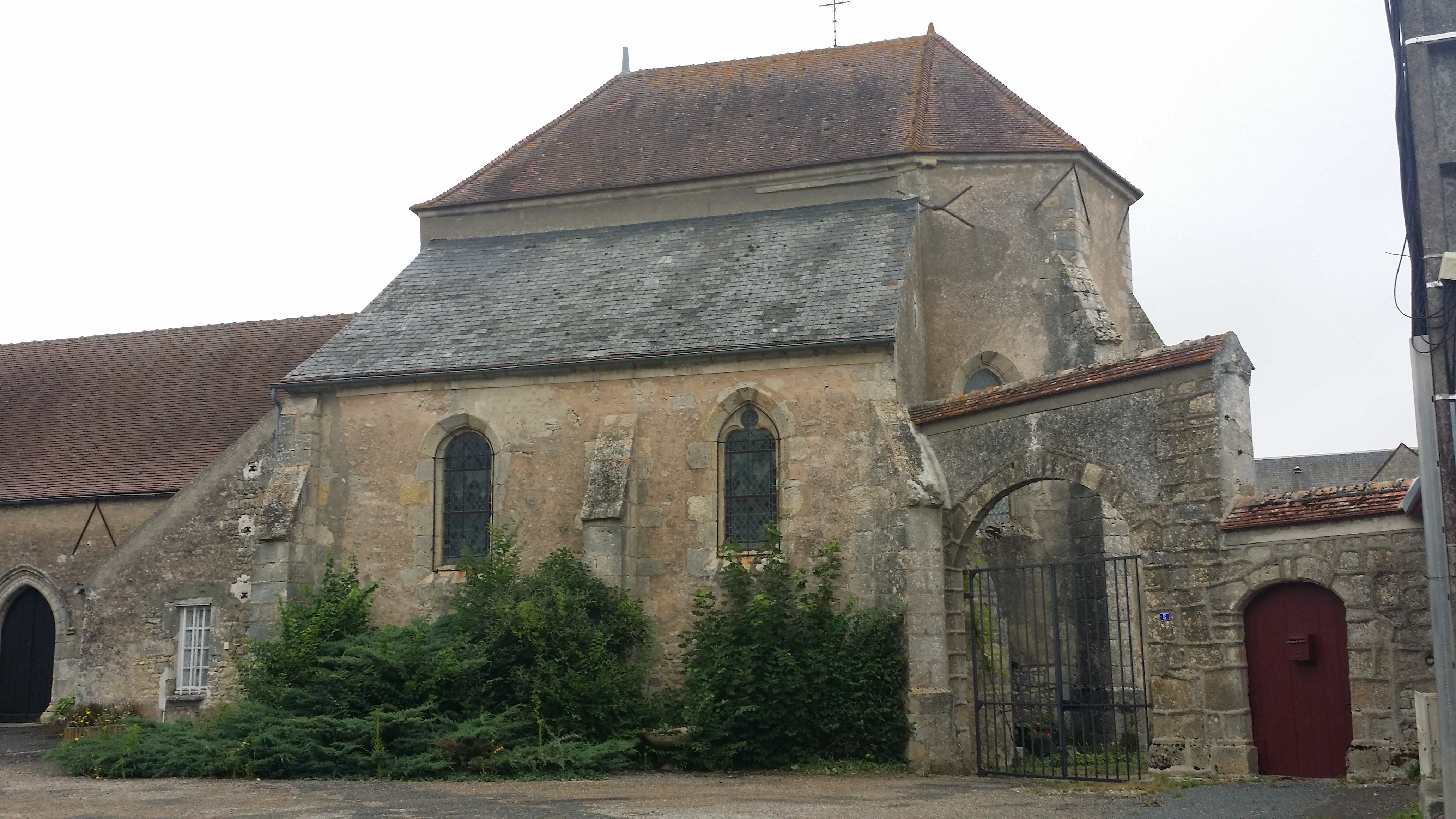
Kirche Saint-Pierre et Saint-Marcou

## Persönlichkeiten
- Lancelot du Monceau, Seigneur de Thignonville ⚭ I 13. Dezember 1550 Marguerite bâtarde d'Alençon, † 25. September 1551, Dame de Cany et de Caniel (Haus Valois-Alençon). ⚭ II Marguerite de Selves, Erzieherin Catherine de Bourbons (* 1559), der Schwester des späteren französischen Königs Heinrich IV.
- Jeanne du Monceau de Tignonville (1555–1596), genannt „La petite Tignonville“, dessen Tochter aus zweiter Ehe, ab 1581 für kurze Zeit Mätresse Heinrich IV. ⚭ 7. Februar 1581 François Jean Charles de Pardaillan, Graf von Panjas